# Grzechynia
Grzechynia – wieś w Polsce, położona w województwie małopolskim, w powiecie suskim, w gminie Maków Podhalański, około 18 km od granicy ze Słowacją.
W latach 1954–1968 wieś należała i była siedzibą władz gromady Grzechynia, po jej zniesieniu w gromadzie Juszczyn. W latach 1975–1998 wieś położona była w województwie bielskim.

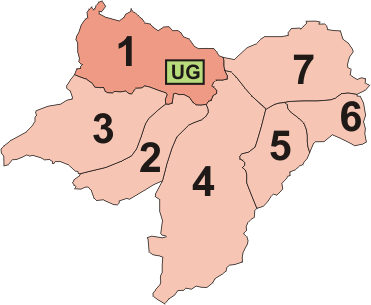
Położenie w gminie Maków Podhalański – Grzechynia (3.)

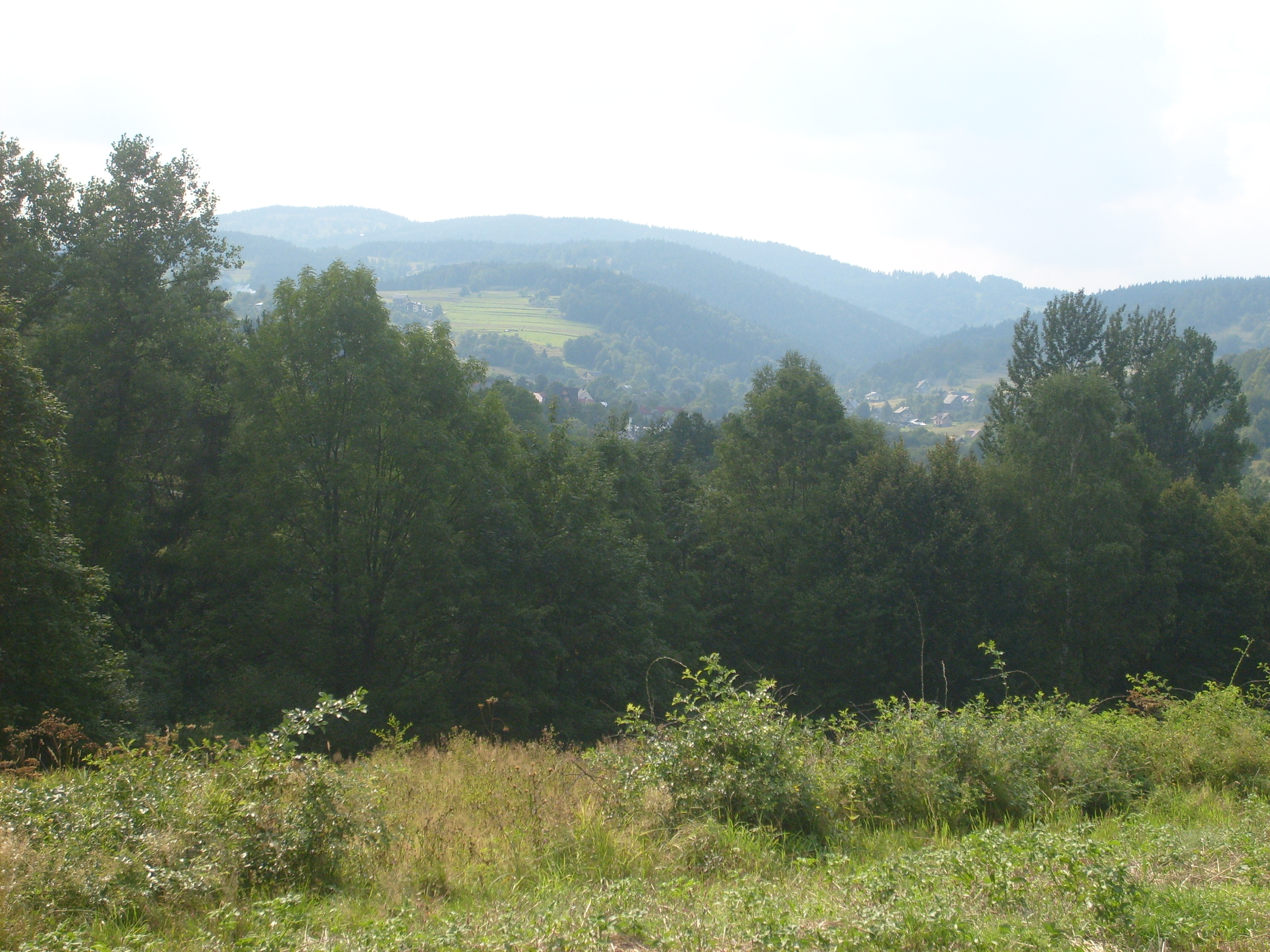
Grzechynia – widok na Magurkę

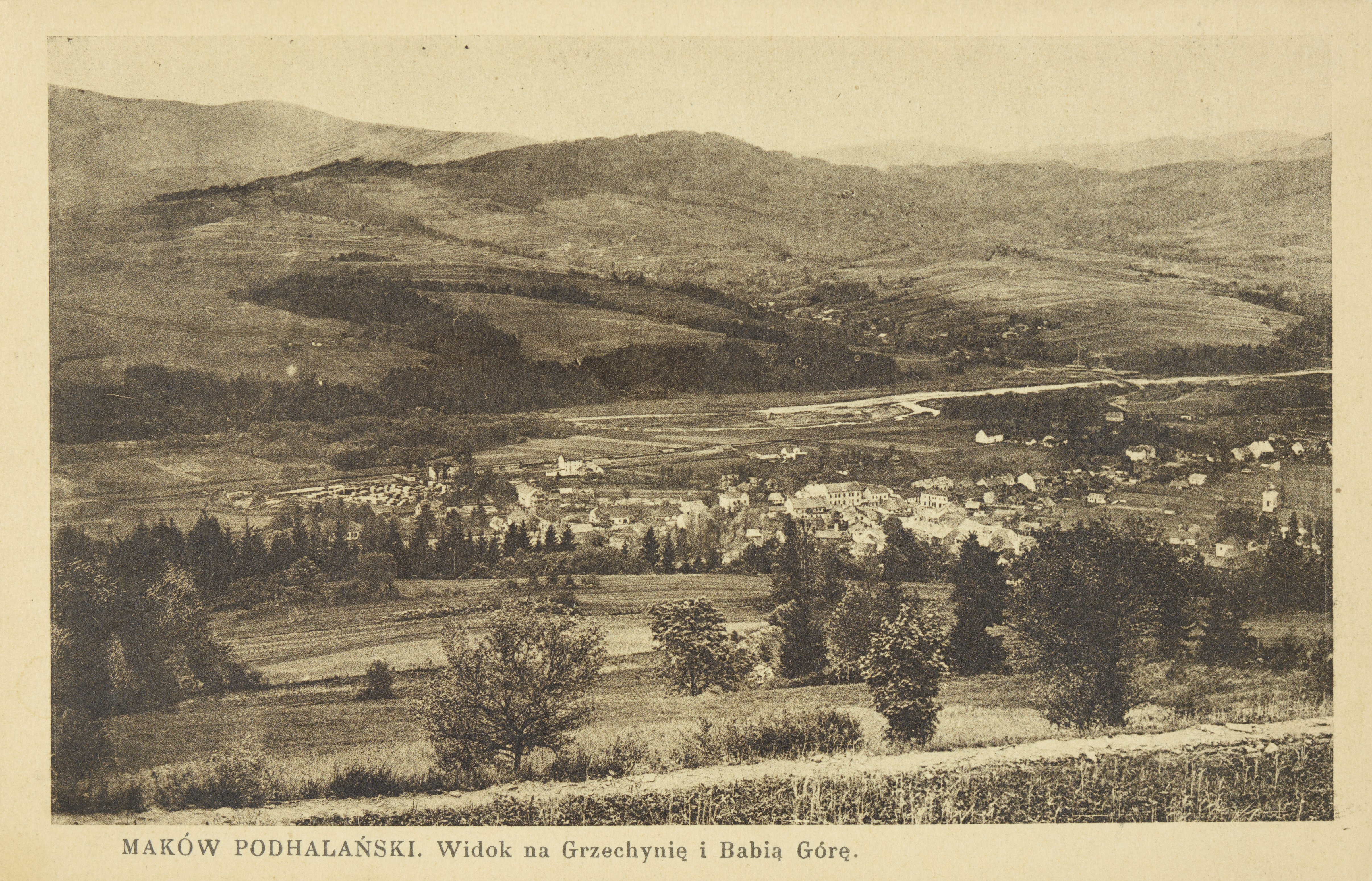
Widok na Grzechynię i Babią Górę około 1935–1937

## Położenie
Wieś znajduje się na północno-wschodnim końcu Pasma Przedbabiogórskiego (Pasma Jałowieckiego), które według regionalizacji Polski Jerzego Kondrackiego zaliczane jest do Beskidu Makowskiego. Zabudowania i pola uprawne miejscowości zajmują dolinę potoku Grzechynka (dopływ Skawy) na wysokości od 350 do 872 m n.p.m. (średnia wysokość wynosi 565 m n.p.m.), oraz zbocza dwóch pasm górskich po obydwu stronach tej doliny. Północno-zachodnie zbocza tworzy główny grzbiet Pasma Przedbabiogórskiego ze szczytami Magurka (872 m) i Ostra Góra (565 m) oraz odgałęziającymi się od niego wzniesieniami Skupniówka (649 m), Koty (658 m) i Grzechynia (552 m), a południowo-wschodnie – grzbiet oddzielający dolinę Grzechyni od doliny Skawicy i miejscowości Skawica i Białka. W grzbiecie tym wyróżnia się wzniesienia: Nad Dejówką (694 m), Witkowska Góra (780 m) i Kudyjówka (636 m). Porasta je las Gronik. Obszar wsi porośnięty jest w około 52% lasem, z przewagą buków i świerków.
Wieś nie pasuje do żadnego z powszechnie spotykanych modeli, ponieważ w XX wieku została gruntownie przekształcona. Wcześniej miała postać osad połączonych ze sobą leśnymi drogami. Pola w systemie tarasowym ułożone są równolegle do drogi głównej, ale nie jest wykluczone, że pierwotnie miało to postać wsi łańcuchowej, lecz tylko do momentu pojawienia się parceli ziemskich i tarasów, co musiało nastąpić ze względu na pochylenie terenu i możliwość spływów błotnych i śnieżnych do doliny w stronę osad mieszkalnych.

## Integralne części wsi
| przysiółki | Betleje, Burdylówka, Carchla, Cyganówka, Drwalówka, Łazy, Magurka, Zagrodniki |
| części wsi | Bałosówka, Boskówka, Decówka, Dejówka, Dwór, Działówka, Głowicówka, Gorzałkówka, Grzechynia Dolna, Grzechynia Górna, Kowalówka, Kudziówka, Kudziówka Zarąbska, Macakówka, Malikówka, Mędralówka, Mikutówka, Nowakówka, Petkówka, Pierogówka, Polakowo. Polakówka, Polana, Skupniówka, Snoza, Sulkówka, Szczepanki, Szpakówka, Tatarówka, Tochówka, Wątrobówka, Wicherkówka, Wilkówka, Witkówka, Zagórze, Zagroda, Zajdówka, Zarąbki, Zgudówka |

## Historia
Grzechynia wzmiankowana była na przełomie XVI i XVII wieku przez starostów lanckorońskich. Po rozbiorach, przejęta przez rząd austriacki, weszła w skład klucza makowskiego. Różne źródła podają o istnieniu na tym terenie osady o innej nazwie we wcześniejszych latach, jednak nie zostały przeprowadzone żadne badania mające potwierdzać tę tezę i wynika to bardziej z ludowych podań.
Najczęściej spotykaną wersją pochodzenia nazwy jest legenda o przybyciu na tereny wsi króla Jana Kazimierza, który w zamian za oferowaną mu przez mieszkańców pomoc przekazał im ziemie na własność (były one częścią folwarku suskiego). Jednakże w wyniku intrygi możnowładców i proboszcza makowskiego, walczących o swoją własność, przywileje nie zostały uznane, a buntujących się chłopów wyklęto i zakazano chowania na cmentarzu przy makowskiej parafii, do której wieś należała. Według przekazów trwało to 20 lat, a w tym czasie umarła tylko jedna osoba. Po śmierci proboszcza i przyjściu na jego miejsce nowego zakaz został zniesiony. Jest to najbardziej znana wersja pochodzenia nazwy wsi. Dwa największe dzwony w Grzechyni, znajdujące się na szczytach dwóch pasm, noszą nazwy „Jan” i „Kazimierz”. Inny przekaz mówi o zamieszkujących na tych terenach uciekinierach pańszczyźnianych i dezerterach.
Pierwsza bezsprzeczna wzmianka pochodzi z 1530 roku, gdy Stanisław i Piotr Porębski oddali ją w ręce królewskie. 
Pewne jest, że na Polach Grzechyńskich stoczono bitwę, w której śmierć poniosło ok. 300 konfederatów barskich. Te i inne walki konfederacji na tych terenach upamiętnia kapliczka Konfederatów Barskich w Suchej Beskidzkiej. Z Grzechyni pochodzi znany kapelan krakowskiej Solidarności Kazimierz Jancarz, który został pochowany na cmentarzu parafialnym w Makowie Podhalańskim (Grzechynia należy do parafii Maków Podhalański).
Przy dziękczynnej powojennej kaplicy na os. Mędralowa znajduje się zabytkowa kapliczka z figurą Chrystusa upadającego pod krzyżem. Są tu również pozostałości bunkrów z okresu II wojny światowej.

## Gospodarka
Wieś ma charakter typowo turystyczny. Nieliczne uprawy rolnicze, głównie ziemniaków, pszenicy, żyta, są przeznaczone na potrzeby własne gospodarstw rolnych. Ma to związek z dużym rozdrobnieniem areału ziemskiego i trudnymi warunkami uprawy. Gdzieniegdzie hoduje się konie, głównie hucuły. Na terenie wsi znajdują się liczne zakłady produkujące dekoracje drewniane, meble i asortyment z drewna, a także pracownia rzeźbiarska.
Na terenie wsi znajdują się dwa ośrodki wypoczynkowe związane głównie z oazami katolickimi: Jasna Polana Ojca Pio (nieczynna) i prowadzony przez suspendowanego księdza Piotra Natanka Niepokalanów, a ponadto pensjonat agroturystyczny Drwalówka.

## Transport
Obecna główna droga asfaltowa powstała po drugiej wojnie światowej w miejsce kolejki wąskotorowej. Kolejka miała zapewniać transport materiału z i do znajdujących się w Grzechyni: tartaku oraz trzech młynów. Po drugiej wojnie światowej kolejka została zlikwidowana, obecnie nie pozostały po niej nawet podkłady. Nie pozostał też ani jeden młyn, a ostatni z istniejących został zamknięty w latach 80. XX wieku.
Droga przez Grzechynię jest także skrótem do Zawoi i granicznego przejścia turystycznego na Słowację, ale najlepiej korzystać z niego tylko w lecie z powodu problemów z podjazdem na strome stoki w zimie.

## Obiekty charakterystyczne
- Filia Biblioteki Publicznej w Makowie Podhalańskim
- Szkoła Podstawowa im. Mikołaja Reja
- Posterunek Ochotniczej Straży Pożarnej
- Kaplica Matki Boskiej Częstochowskiej
- Kapliczka ze św. Figurą Chrystusa Upadającego Pod Krzyżem z XVIII wieku
- Dzwon „Kazimierz”
- Jasna Polana Ojca Pio (kapliczka spłonęła 2 maja 2021 r.)[8]
- Niepokalanów
- Boisko sportowe klubu WKS Grom Grzechynia

## Znane osoby pochodzące z Grzechyni
- Ludwik Bałos – pułkownik Wojska Polskiego, zmarły w 1990 roku;
- ks. Kazimierz Jancarz – polski ksiądz katolicki, działacz opozycji w PRL, zmarły w 1993 roku;
- ks. dr Piotr Natanek – były wykładowca Papieskiej Akademii Teologicznej w Krakowie, suspendowany kapłan archidiecezji krakowskiej, twórca Pustelni Niepokalanów w Grzechyni oraz główny propagator urzędowego ustanowienia Jezusa Królem Polski;
- Aleksandra Nieciąg – zawodniczka 1-ligowego AZS UJ Kraków w piłce nożnej kobiet